# 小林倭文
小林 倭文（こばやし しずり、1907年5月21日 - 2005年1月17日）は、日本の女性教育者。長野県長野市に本部のある学校法人長野家政学園創設者で、当学園設置の長野女子高等学校初代校長、および長野女子短期大学初代学長を務めた。

## 来歴
長野県更級郡八幡村（現・千曲市八幡）にて、小川今朝治（倭文の後年の回想では「区長のような役を務めていた」とある）と妻の和佐の長女（兄が2人いた）として生まれる。当時の八幡村は、武水別神社の門前として栄えていた。縄文人が植物の表皮を爪ではがして織った倭文織にちなんで倭文（しずり）と名付けられる。
小さい頃より父親より、実践女子大学の創立者下田歌子や共立女子大学の創立者鳩山春子の話を聞いて育ったため、徐々に女子教育に興味を持つようになる。
幼少期は病弱であり、5歳から7歳の2年間、諏訪郡立高島病院（現・諏訪赤十字病院）にて療養する。その後、八幡尋常高等小学校に進学し、長野県埴科実科高等女学校（現・長野県屋代南高校）の本科3年に編入学する。卒業後、和洋女子専門学校（現・和洋女子大学）の高等師範科に進む。
植物学者で長野和洋裁縫女学校の校長の小山海太郎に招かれ、1934年（昭和9年）教師として着任する。当時は教員6人、生徒3人という小規模な学校であった。1935年（昭和10年）、校主の小林次雄と結婚し、2男1女に恵まれる。
長野高等実践女学校と改称し、長野県庁南の長野市岡田町に移転するが、1940年（昭和15年）頃より戦時色が濃くなり、学用品も日用品も入手困難となった。生徒は、勤労動員のため、貯金局と電話局に出動することになり、授業は午後の2時間のみとなる。1943年（昭和18年）、戦時体制の一環として、国の指令で不要不意の私学に閉鎖命令が下る。長野県庁の内政部長の調査を受けるが、かろうじて学校は存続を認められる。
1945年（昭和20年）8月の敗戦により社会が混乱する中、「家庭教育こそ教育の基本という確信を強くしました。価値観が変わり、揺れ動く世相の中で、これまで以上に、いかに女子教育を充実させていくべきか。寝ても覚めても考え続けました。」と後年記している。
1948年（昭和23年）、教育制度の改革に伴い校名を長野高等家政学校と改称。1953年（昭和28年）、校長となる。各種学校であったため、学校法人としての認可を受けて高等学校昇格を目指す。当時の長野市長倉島至の協力も得て長野市三輪に適地を確保し、1956年（昭和31年）には、倉島を会長とする長野女子高等学校設立期成同盟会が結成される。1957年（昭和32年）、学校法人家政学園が認可され、次いで長野女子高等学校の設置も認可された。校舎建設にあたっては、学校で講師をしていた北野幾造の父親で北野建設社長の北野吉登の全面的な協力も得て、突貫工事で完成した。初代校長となる。
戦後、民主主義が浸透する中での学制改革や思想の自由などさまざまな変遷を受け、生徒の生活指導や保護者との関係に関して法律の必要性を痛感し、1957年（昭和32年）、50歳にして日本大学法学部法律科（通信教育課程）に入学する。1961年（昭和36年）卒業。
1964年（昭和39年）、教育功労者として西沢権一郎長野県知事より表彰される。
高大一貫教育のため短期大学設置を目指し、1966年（昭和41年）大学設置審議会と私立大学審議会の審査に合格。翌年1月28日付で文部大臣から認可を受け、1967年（昭和42年）長野女子短期大学が開学。初代学長となる。
1968年（昭和43年）、教育功労者として文部大臣より表彰される。
2005年（平成17年）1月17日、長野市内にて死去。

## 顕彰
- 藍綬褒章 - 1969年（昭和44年）
- 勲四等宝冠章 - 1982年（昭和57年）